# Дисна (город)
Дисна́ (бел. Дзісна, пол. Dzisna) — город в Миорском районе Витебской области Беларуси. Расположен в 45 км восточнее г. Миоры на реке Дисна в месте впадения её в реку Западная Двина. Крупный узел автомобильных дорог, проходящих на Полоцк, Миоры, Глубокое.
Имеет неофициальный статус самого маленького города республики.
Население — 1 368 человек (на 1 января 2025 года).

## История
Поселение известно с X века как крепость Полоцкого княжества Копец-городок (от слова копать).
Первое письменное упоминание о Дисне относится к 1461 году. Однако об укрепленном поселении Дисна в составе Полоцкого воеводства на острове у слияния двух рек известно по более поздним данным — по сведениям полоцкой «писцовой книги» за 1563 г. В ней сказано о существовании здесь Копца, то есть земляного укрепления (от слова «копать»). Тогда же напротив укрепленного острова, на левом берегу реки Дисны, уже существовало «село Дисна». Таким образом, быстрое развитие и укрепление города в XVI в. объясняется не только выгодным стратегическим и топографическим положением, но и «обжитостью» этой земли в предшествующие столетия.
После взятия Иваном Грозным Полоцка (1563) король Речи Посполитой Стефан Баторий, стремясь компенсировать потерю, начал форсированное строительство замка Дисна. Новый замковый комплекс, растянувшийся вдоль острова (тогда же южное русло реки расширяется и углубляется), вобрал в себя и старые земляные укрепления. Сооружал фортеции Дисны придворный строитель Батория С. Генга из Урбино. Отныне Копец стал называться Старым замком. По существу же это была единая крепость, хорошо известная по войнам XVI—XVIII вв.
Во время Ливонской войны 1558—1583 гг. после взятия Полоцка русскими войсками Дисна приняла защитников города. В 1567 г. получила герб с изображением трех каменных башен. После подписания в 1569 г. в Люблине привиле на Магдебургское право и новый герб (ладья на голубом фоне) Дисна стала городом.
В Дисне неоднократно бывали Стефан Баторий, король Сигизмунд III, русский царь Алексей Михайлович и другие государственные деятели и военачальники. Во время Северной войны через город проходили русские, польские, шведские войска и казацкие отряды.
В XV—XVI вв. в Дисне сложилось два центра: один (правый берег Дисны, владельческая резиденция) в замке на холме имел торговую площадь, жилые дома, арсенал, пруд между валов; второй (на левом берегу реки, административный центр) имел ратушу, торгово-ремесленническую площадь, православные Воскресную (XVI в.), Воздвиженскую и униатскую Михайловскую церкви, православные братства. В 1581 г. был построен парафиальный костел, в 1830 г. — деревянный францисканский монастырь (в 1733 — каменный). В 1649 г. Дисна полностью была уничтожена пожаром. Около 1669 г. построена Спасо-Преображенская церковь. В XVII в. Дисна — была центром староства, торгово-ремесленного центра, в 1632 г. в городе находилось 9 цехов. В нём располагались склады иногородних купцов. Со II-ой половины XVII в. появилась таможенная контора. Ежегодно проводились 3 ярмарки.
С 1793 года Дисна в составе Российской империи, центр Дисненского уезда. Город подвергся значительному разрушению во время Отечественной войны 1812 года. Пожар 1882 года уничтожил многие деревянные постройки города. От Дисненского замка, окруженного в прошлом высокими валами с 9 башнями, сохранились лишь следы укреплений.
После 2-го раздела Речи Посполитой (1793) — в составе Российской империи. С 1795 г. — Дисна стала центром уезда Минской губернии, с 1842 г. — Виленской губернии. В 1897 г. — находилось около 7 тысяч жителей, 86 кирпичных, 666 деревянных домов, 102 торговые лавки.
В 1897 году в городе жили 6756 человек: 4590 евреев, 1567 белорусов, 396 русских, 187 поляков.
Сам город Дисна, расположившийся на полуострове напротив замка, несмотря на разрушения, унаследовал многие черты архитектурно-планировочного построения XVI в. (план Хедемана, конец XVI в.). Согласно плану второй половины XVIII в. город был разбит по регулярной схеме, отвечающей положению Дисны на полуострове. Ширина последнего находится в пределах 500—750 м, что определило компактность городского плана. Две основные улицы — одна направленная к Двине — Замковая (теперь ул. Юбилейная), другая — к излучине Дисны — Воскресенская (теперь ул. Кирова), пересеклись под острым углом к середине города. В этом месте развился ансамбль рыночной площади с ратушей и торговыми рядами.
В 1921—1939 годах Дисна находилась в составе Польши, центр повята.
С 1939 года — в составе Белорусской ССР, с 1940 г. — центр Дисненского района.
Во время Великой Отечественной войны, в самом её начале, в районе города Дисна произошли ожесточённые бои.

Получил известность Дисненский плацдарм. 4 июля 1941 года подразделениям немецкой 19-й танковой дивизии 57-го моторизованного корпуса 3-й танковой группы удаётся недалеко от города захватить на оборонявшемся частями 22-й армии правом (северном) берегу реки Западная Двина плацдарм, который имел оперативную ценность для дальнейшего немецкого наступления на Невель с целью расчленения обороны 22-й армии. Сам город был захвачен противником 5 июля.

На Дисненском плацдарме возникают кровопролитные бои — немецкие войска наращивали свои силы на плацдарме и всячески пытались его расширить, части же Красной Армии старались сбросить немцев с плацдарма. Основную тяжесть оборонительных боёв вынесли подразделения 98-й и частично 112-й, 174-й стрелковых дивизий. Тяжёлые бои на плацдарме шли до 13 июля. Имея численное и техническое превосходство, немецко-фашистские войска прорвали оборону частей Красной Армии и стали продвигаться в направлениях Дретуни (далее Невеля) и Полоцка.
5 июля 1941 г. город оккупирован немецко-фашистскими захватчиками, которые в городе и районе уничтожили 4 584 человека.
После захвата города фашисты создали в Дисне еврейское гетто, которое просуществовало с 25 июля 1941 года по 14 июня 1942 года (см. статью «Гетто в Дисне»)
До 1954 года Дисна являлась центром Дисненского района Полоцкой, с 1954 года — Молодечненской области. С 1959 года — в составе Миорского района Витебской области.
Указом Президента Республики Беларусь № 277 от 2 июня 2009 года утвержден флаг города Дисна.

## Население
Численность населения — 1 368 человек (на 1 января 2025 года).
| Численность населения:                                                                          |
| Графики недоступны из-за технических проблем. См. информацию на Фабрикаторе и на mediawiki.org. |

| Год         | 1897 | 1931  | 1959  | 1970  | 1979  | 1989  | 2006  | 2016  | 2018  | 2022   | 2023   | 2024 | 2025   |
| ----------- | ---- | ----- | ----- | ----- | ----- | ----- | ----- | ----- | ----- | ------ | ------ | ---- | ------ |
| Численность | 6765 | ▼4806 | ▼2467 | ▼2444 | ▲2481 | ▲2573 | ▼2217 | ▼1537 | ▼1462 | ▼1 455 | ▼1 417 |      | ▼1 368 |

## Экономика
- «Дисненская линейная производственно-диспетчерская станция» (Дисненский ЛПДС)
- «Дисненский лесхоз»

## Образование
На территории Дисны действует:
- «Дисненский детсад»
- Дисненская средняя школа имени героя Советского союза М. А. Кузьмина
- «Дисненская городская библиотека»
- «Дисненская школьная библиотека»

## Культура

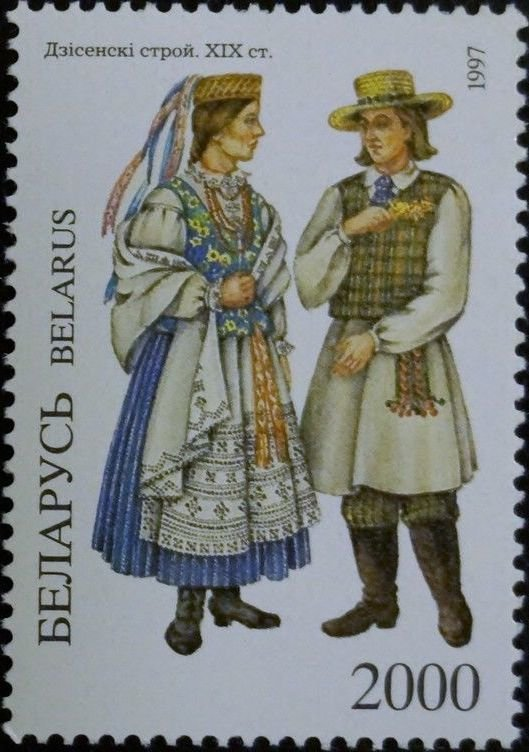
Дисненский строй традиционной одежды. Почтовая марка

- Музей истории города Дисна и этнографии Дисненского края
- Историко-краеведческий музей ГУО «Дисненская средняя школа имени М. А. Кузьмина»
- Дом ремёсел
- Краеведческий музей города Дисна

## Достопримечательности
- Замчище (XVI—XVII вв.) — сохранились валы Нижнего Замка, около впадения р. Дисны в Западную Двину
- Руины замка Батория (XVI—XVII вв.)
- Францисканский костел Непорочного Зачатия Пресвятой Девы Марии (1773)
- Историческая застройка (конец XIX — начало XX вв.)
- Здание Уездного отделения Попечительства о трезвости (начало XX в.)
- Усадьба «Дорошковичи» (XIX в.), в том числе усадебный дом, хозпостройка (руины)
- Дисненское уездное училище (конец XIX — начало XX вв.)
- Церковь Воскресения Христова (1864—1870) —  Историко-культурная ценность Республики Беларусь, шифр 213Г000555
- Церковь в честь Смоленской иконы Богоматери «Одигитрия» (1904) с колокольней
- Католическое кладбище, в том числе брама (конец XIX в.)
- Руины больницы (начало XX в.)
- Паромная переправа «Дисна-2»
- Братская могила (1941—1944), ул. Ленина. Похоронены воины и партизаны, которые погибли в борьбе против немецко-фашистских захватчиков. В 1959 году на могиле поставлен памятник — скульптуры двух воинов —  Историко-культурная ценность Республики Беларусь, шифр 213Д000556
- 100-летний мост (1906—1907 гг.)
- Синагога (начало XX века)
- Здание бывшей гостиницы «Рига» (XIX в.)
- Гимназия (1921)
- Дом Раввина
- Парк-Александровский бульвар (XVII—XIX вв.)
- Пожарная каланча (начало XIX в.)
- Братская могила 3800 мирных жителей-евреев (1942)
- Фрагменты кирпичного завода (конец XX в.)

### Памятник, скульптура
- Мемориальный знак Кузьмину М. А.
- Мурал с портретом Язепа Дроздовича (2021)
- Памятник в честь 20-летию победы в Великой Отечественной войне (1965)

### Утраченное наследие
- Колокольня
- Монастырь францисканцев (1816)
- Фарный костел

## Галерея

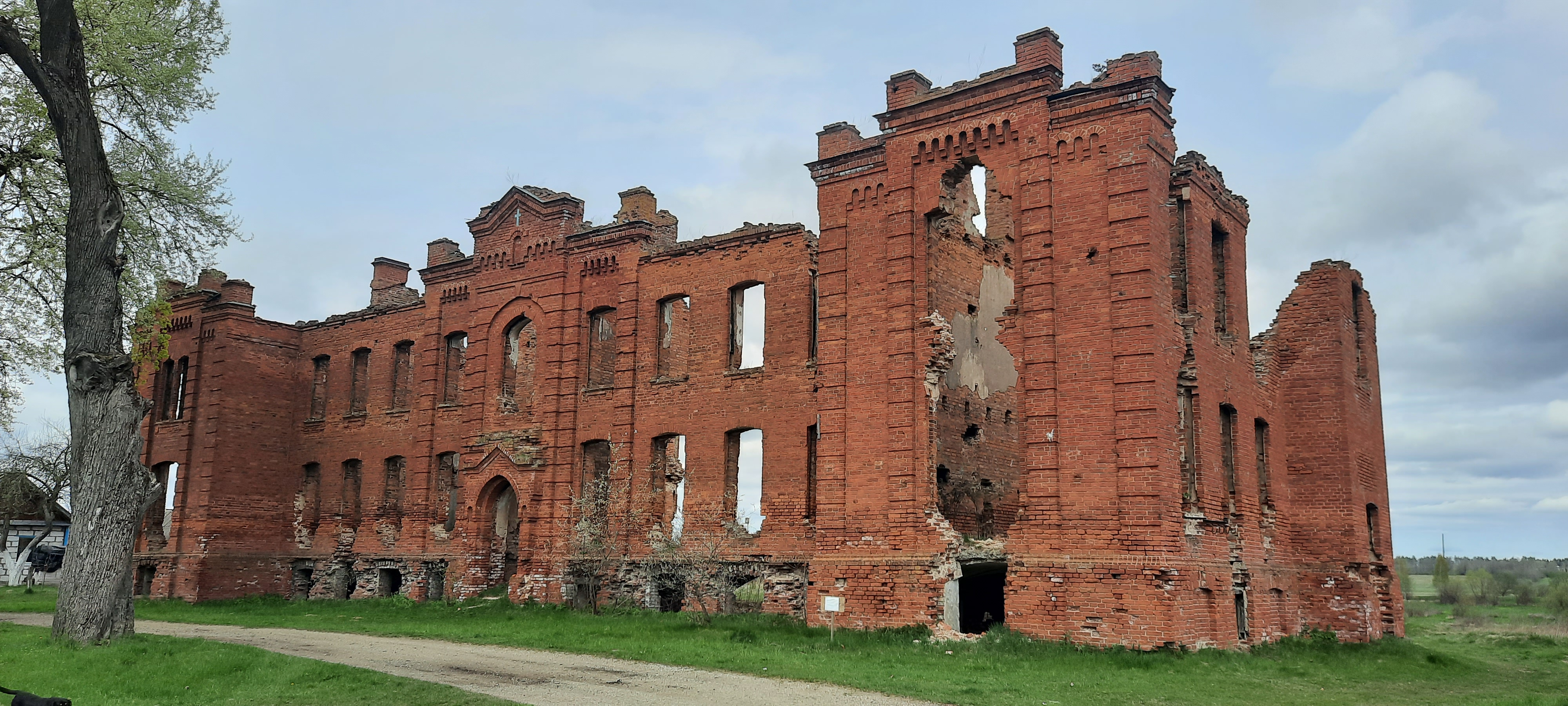
Руины больницы (1906-1907гг.)
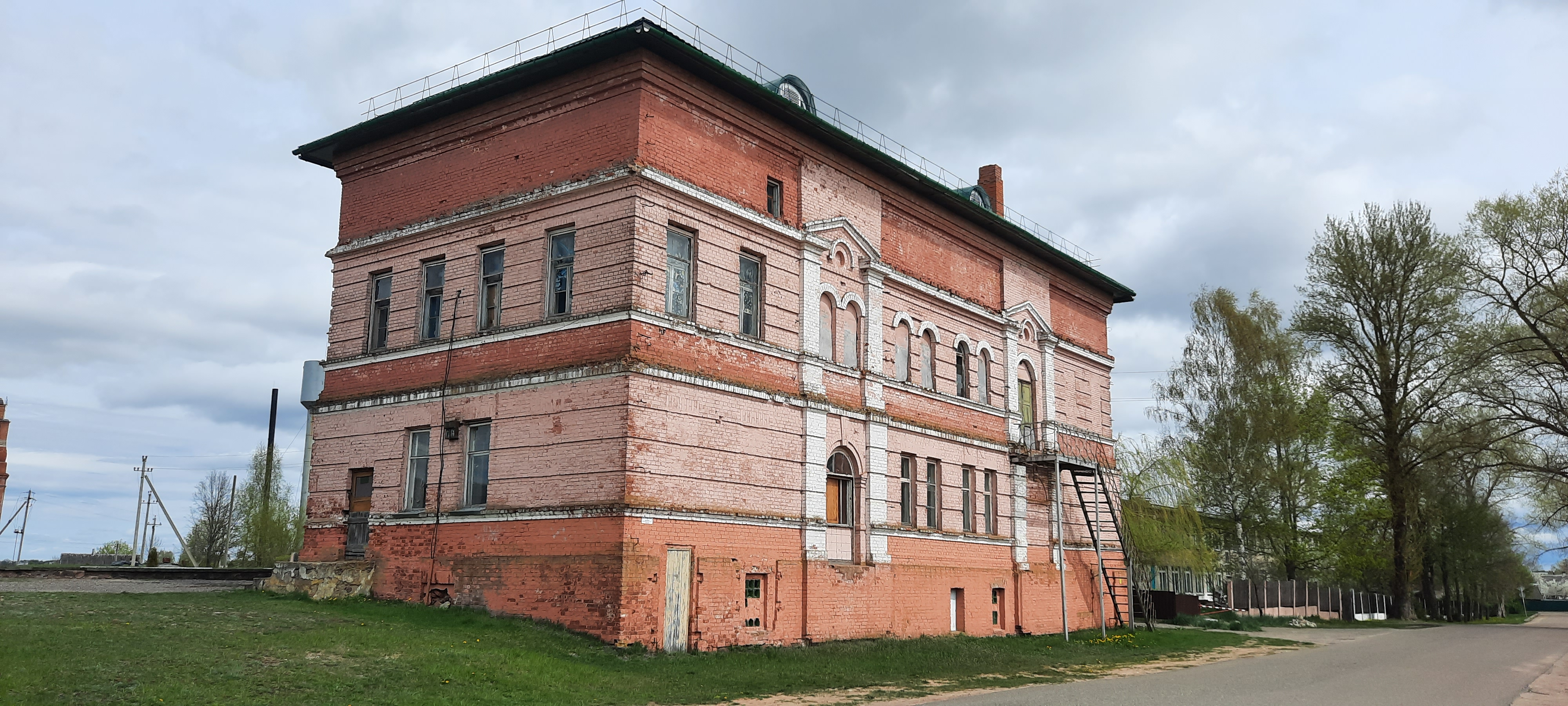
Уездное отделение Попечительства о трезвости(конец XIX-начало XX в.)
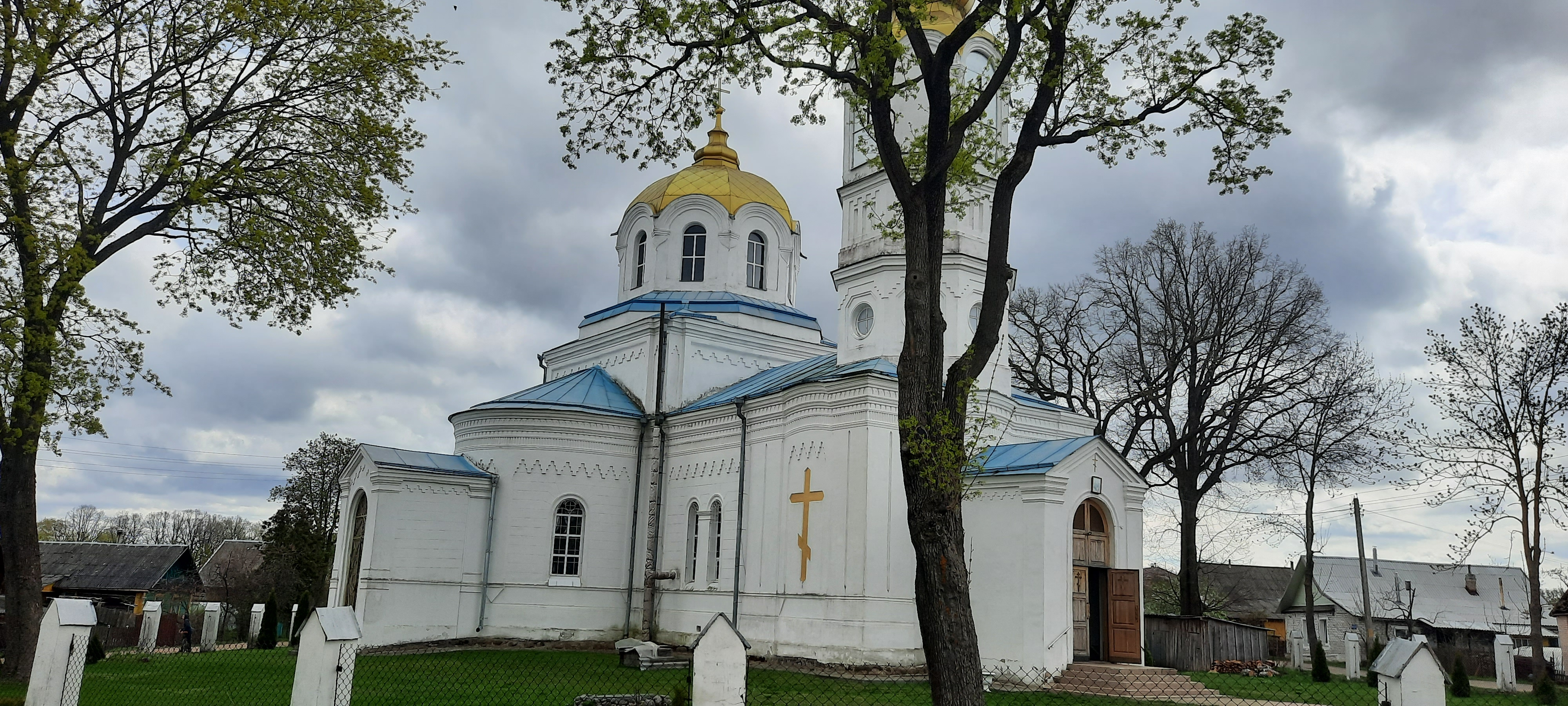
Воскресенская церковь(1850-1856гг.)
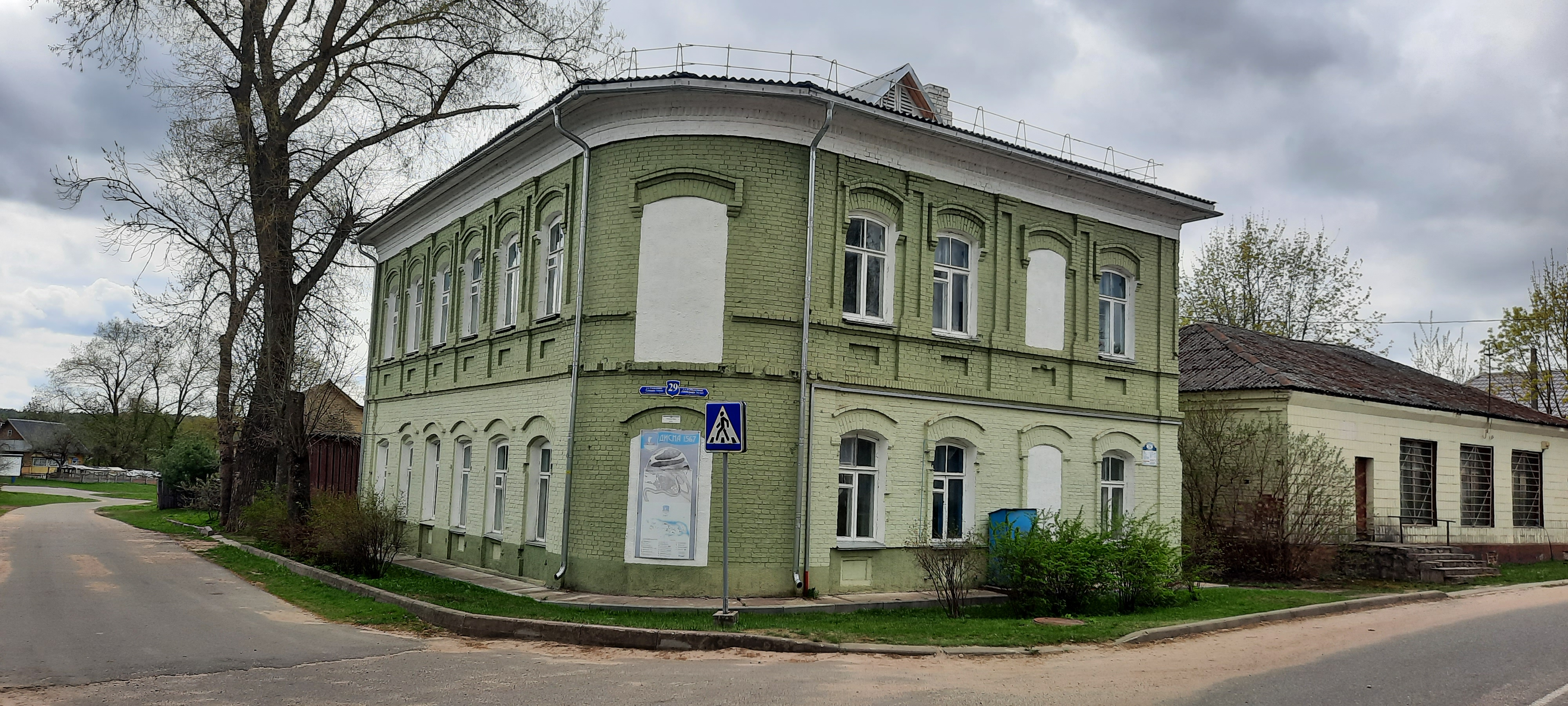
Здание бывшей гостиницы «Рига»(XIX в.)
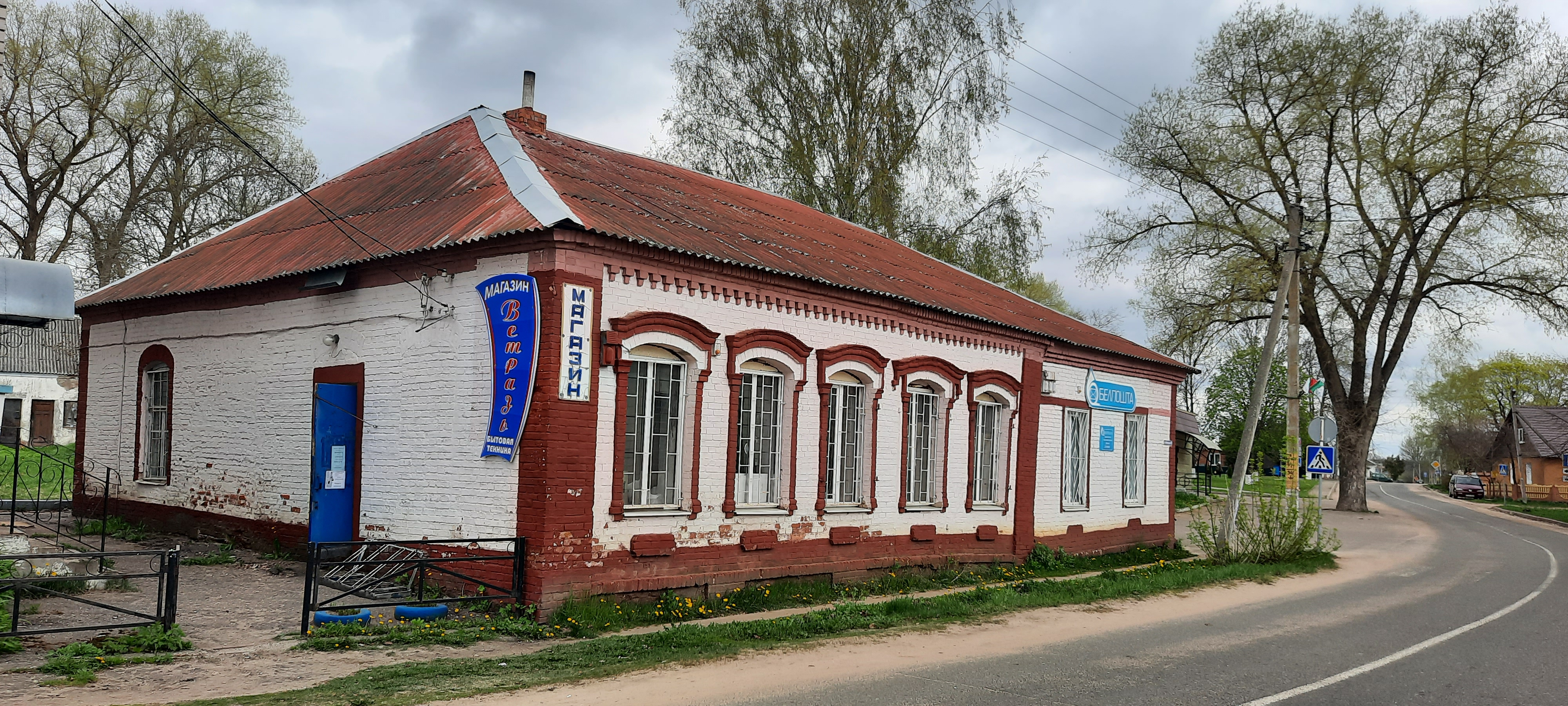
Бывшая синагога(начало XX в.)

## История герба
```
   
Герб 1567 года
```

Герб Дисны утвержден 28 февраля 1567 года — городская стена с тремя башнями. Герб описан в Подтвердительной привилегии короля Сигизмунда Августа на дарование городу Дисна герба: «… мы, для размножения оного места, з ласки нашое господарское даем тому месту Дисненскому герб ТРИ ВЕЖИ З МУРУ, который герб и на сем листе нашом вымалевать есьмо казали…». Привилегия подписана в Кнышине.
```
 
Герб 1569 года
```

Позже в 1569 году утвердился новый герб: «Ладья, на серебристых волнах, с открытыми парусами»
По версии А.Титова ладья появилась на гербе после переселения в Дисну большого числа жителей Полоцка, захваченного в ту пору русскими войсками. Гербом Полоцка был корабль, именно «полоцкие корни» и должна была показывать ладья на новом гербе.
```
     
Герб 1796 года
```

22 января 1796 года (закон № 17435) утвержден герб уездного города Дисна (вместе с другими гербами Минского наместничества): «В верхней части щита герб Минский. В нижней — по обильному в сем округе посеву и урожаю льна, которым жители сего города отправляют прибыточный торг в Ригу, помещен на гербе в зелёном поле поставленный золотой сноп льна»
```
   
Герб 1845 года
```

В 1842 году Дисненский уезд перешел в состав Виленской губернии. 6 апреля 1845 года (ПСЗ, № 19084, сенатский от 9.6.1845 г.) Дисна получила новый герб, уже как уездный город Виленской губернии (ПСЗ герб назван гербом «Дисненского уезда»): «Щит разделен на две половины: в верхней помещен Виленский герб, а в нижней, в голубом поле, сноп льна, в знак, что жители по обильному посеву и урожаю льна в уезде отправляют им прибыльный торг в Ригу»

## Улицы
| Д - Улица Двинская - Улица Держинского |  | Г - Улица Гагарина - Улица Горького |  | К - улица Калинина - улица Кирова - улица Комарова - улица Коперника - улица Кузьмина - улица Куйбышева - улица Кутузова |  | Л - Улица Ленина - Улица Лермонтова - Переулок Ленина |  | М - Улица Малая - Улица Малиновского |

| О - Улица Орджоникидзе |  | П - Улица Павлика Морозова - Улица Пушкина - Улица Первомайская - Улица Пионерская - Улица Полоцкая - Улица Пролетарская - Переулок Пушкина |  | С - Улица Советская - Улица Смирнова - Улица Суворова - Переулок Смирнова |  | Т - Улица Тельмана |  | Ф - Улица Фрунзе |

| Ч - Улица Чапаева - Улица Чкалова |  | Э - Улица Энгельса |  | Ю - Улица Юбилейная - Переулок Юбилейный |